# Jemari
Jemari é uma vila no distrito de Barddhaman, no estado indiano de Bengala Ocidental.

## Demografia
Segundo o censo de 2001, Jemari tinha uma população de 3865 habitantes. Os indivíduos do sexo masculino constituem 56% da população e os do sexo feminino 44%. Jemari tem uma taxa de literacia de 53%, inferior à média nacional de 59,5%: a literacia no sexo masculino é de 63% e no sexo feminino é de 41%. Em Jemari, 15% da população está abaixo dos 6 anos de idade.